# Ford Model AA
Il Ford Model AA era un camion prodotto dalla Ford dal 1928 al 1932. Era basato sul Ford Model A ma utilizzava un telaio più pesante. Furono prodotte e vendute circa 600.000 unità del veicolo e fu molto popolare, la produzione terminò nel 1932 quando fu sostituito dal camion Ford Model BB. È stato anche prodotto in licenza in Unione Sovietica come GAZ-AA che ha venduto più unità rispetto al camion Ford Model AA originale. Il camion aveva un telaio più robusto rispetto alla versione originale per passeggeri su cui era inizialmente basato. Il veicolo è stato prodotto in molti stili di carrozzeria ed è stato molto popolare ed è stato esportato in molti paesi diversi. Il modello AA era disponibile con una serie di opzioni. Erano disponibili due passi, 131,5 pollici (3.340 mm) e 157 pollici (4.000 mm). Vari stili di carrozzeria erano disponibili su diversi telai.
Il camion ha sostituito il vecchio Ford Model TT che stava diventando obsoleto in quel momento. Il Modello AA Ford era disponibile in una varietà di stili di carrozzeria dalla Ford Corporation. Gli organismi speciali includono: carrozza funebre, ambulanza, pick-up espresso, autocarro con cassone ribaltabile e un taxi senza letto. Il modello solo cabina è stato venduto a clienti che volevano che un corpo personalizzato fosse costruito da un'azienda post-vendita. Le aziende potrebbero avere vernici personalizzate e altre modifiche apportate da Ford per flotte di veicoli. Il servizio postale degli Stati Uniti ha acquistato una flotta di veicoli da Ford con carrozzerie personalizzate da costruttori esterni.